# Matthew Shepard
Matthew Wayne Shepard (Casper, 1º de dezembro de 1976 – Fort Collins, 12 de outubro de 1998) foi um estudante estadunidense homossexual da Universidade de Wyoming que foi espancado, torturado e deixado para morrer perto da cidade de Laramie, no Wyoming, na noite de 6 de outubro de 1998. Ele foi levado pela equipe de resgate ao Hospital Poudre Valley, em Fort Collins, Colorado, onde morreu seis dias depois devido aos graves ferimentos na cabeça sofridos durante o ataque.
Aaron McKinney e Russell Henderson foram presos logo após o ataque e acusados de assassinato em primeiro grau após a morte de Shepard. A imprensa deu uma cobertura significativa ao caso e ao papel que a orientação sexual de Shepard desempenhou como motivação para o crime.
O promotor argumentou que o assassinato foi premeditado e motivado por ganância. O advogado de defesa de McKinney respondeu argumentando que ele pretendia apenas roubar Shepard, mas o matou furioso quando Shepard fez um avanço sexual em sua direção. A namorada de McKinney disse à polícia que ele foi motivado por homofobia, mas depois retratou sua declaração, dizendo que havia mentido porque achava que isso o ajudaria. Henderson assumiu a culpa pelo assassinato e McKinney foi julgado e considerado culpado; cada um deles recebeu duas sentenças consecutivas de prisão perpétua.
O assassinato chamou atenção nacional e internacional para a legislação sobre crimes de ódio, tanto em nível estadual quanto federal. Em outubro de 2009, o Congresso dos Estados Unidos aprovou a Lei de Prevenção de Crimes de Ódio de Matthew Shepard e James Byrd Jr. (comumente a "Lei Matthew Shepard"), que foi sancionada por Barack Obama em 28 de outubro de 2009. Após o assassinato de seu filho, Judy Shepard tornou-se uma ativista dos direitos LGBT e criou a Fundação Matthew Shepard. O assassinato inspirou uma série de filmes, romances, peças de teatro, canções e outras obras artísticas.

## Antecedentes
Shepard nasceu em Casper, Wyoming, como o primeiro dos dois filhos de Judy Peck e Dennis Shepard. Seu irmão mais novo Logan nasceu em 1981. Ele estudou na Crest Hill Elementary School, Dean Morgan Junior High School, e Natrona County High School em seus anos de calouro. A Saudi Aramco contratou seu pai, no verão de 1994, e seus pais, posteriormente, residiram no acampamento residencial da empresa em Dhahran. Durante esse tempo, Shepard frequentou a American School In Switzerland (TASIS), a partir do qual se formou em maio de 1995. Shepard então estudou na Catawba College, na Carolina do Norte e a Casper College, em Wyoming, antes de se estabelecer em Denver, Colorado. Shepard tornou-se um cientista político do primeiro ano na Universidade de Wyoming, em Laramie, e foi escolhido como o representante dos estudantes para o Conselho de Meio Ambiente do estado.
Ele foi descrito pelo seu pai como "um jovem otimista e acolhedor que tinha um dom para relacionar-se com quase todo mundo. Ele era o tipo de pessoa que era bastante receptível e sempre procurava novos desafios. Matthew tinha uma grande paixão por igualdade e sempre se levantou pela aceitação das diferenças entre as pessoas."
Em Fevereiro de 1995, durante uma visita escolar a Marrocos, Shepard foi atacado e violentado, causando-lhe uma experiência de ataques de depressão e pânico, de acordo com sua mãe. Um dos amigos de Shepard temia que sua depressão o tivesse levado a  envolver-se com drogas durante seu período no colégio.

## Assassinato
Na noite de 6 de outubro de 1998, Shepard foi abordado por Aaron McKinney e Russell Henderson no Fireside Lounge em Laramie; todos os três homens tinham cerca de 20 anos na época. McKinney e Henderson se ofereceram para dar carona a Shepard para sua casa. Posteriormente, eles dirigiram para uma área rural remota e começaram a roubar, chicotear e torturar Shepard, amarrando-o a uma cerca e deixando-o morrer. Foi erroneamente relatado pelo noticiário que ele havia sido amarrado a uma cerca de arame farpado. Muitas reportagens da mídia continham o relato de uma coronhada e de uma fratura em seu crânio. Os relatórios descrevem que Shepard foi espancado tão brutalmente que seu rosto ficou completamente coberto de sangue, exceto onde foi parcialmente limpo pelas lágrimas.
As namoradas dos agressores testemunharam que nem McKinney nem Henderson estavam sob a influência de álcool ou outras drogas no momento do ataque. McKinney e Henderson testemunharam que sabiam o endereço de Shepard e que pretendiam roubar sua casa também. Depois de atacar Shepard e deixá-lo amarrado à cerca em temperaturas quase congelantes, a dupla voltou para a cidade. McKinney começou a brigar com dois homens, Emiliano Morales, de 19 anos de idade, e Jeremy Herrara, de 18 anos. A luta resultou em ferimentos na cabeça de Morales e McKinney. O policial Flint Waters chegou ao local da luta, onde prendeu Henderson, revistou a caminhonete de McKinney e encontrou uma arma manchada de sangue junto com os sapatos e o cartão de crédito de Shepard. Mais tarde, Henderson e McKinney tentaram persuadir suas namoradas a fornecer álibis para eles e ajudá-los a eliminar as evidências.
Dezoito horas após o ataque, enquanto Shepard estava em coma e ainda amarrado à cerca, ele foi descoberto por Aaron Kreifels, um ciclista que inicialmente confundiu Shepard com um espantalho. Reggie Fluty, o primeiro policial a chegar ao local, encontrou Shepard vivo, mas coberto de sangue. Shepard foi transportado primeiro para o Ivinson Memorial Hospital em Laramie antes de ser transferido para a ala de trauma mais avançada do Poudre Valley Hospital em Fort Collins, no Colorado. Ele sofreu fraturas na nuca e na frente da orelha direita. Ele sofreu graves danos no tronco cerebral, o que afetou a capacidade de seu corpo de regular a frequência cardíaca, a temperatura corporal e outras funções vitais. Havia também cerca de uma dúzia de pequenas lacerações ao redor da cabeça, rosto e pescoço. Seus ferimentos foram considerados graves demais para os médicos operarem. Shepard nunca recuperou a consciência e permaneceu com suporte vital completo. Nos dias seguintes ao ataque, enquanto ele estava sob cuidados intensivos, foram realizadas vigílias à luz de velas em países de todo o mundo.
Shepard foi declarado morto seis dias após o ataque às 12h53 de 12 de outubro de 1998 aos 21 anos de idade.

### Prisões e julgamento
McKinney e Henderson foram presos e inicialmente acusados de tentativa de homicídio, sequestro e roubo qualificado. Após o assassinato, as acusações foram elevadas de tentativa de homicídio para homicídio em primeiro grau, o que significava que os dois réus eram elegíveis à pena de morte. Suas namoradas, Kristen Price e Chasity Pasley, foram acusadas de serem cúmplices. Na audiência pré-julgamento de McKinney em novembro de 1998, o sargento Rob Debree testemunhou que McKinney havia declarado em uma entrevista em 9 de outubro que ele e Henderson identificaram Shepard como alvo de roubo e que fingiram serem homossexuais para atraí-lo para seu caminhão, onde McKinney atacou Shepard depois que ele colocou a mão em seu joelho. O detetive Ben Fritzen testemunhou que Price afirmou que McKinney disse que a violência contra Shepard foi desencadeada pela forma como McKinney se sentia "em relação aos gays".
Em dezembro de 1998, Pasley se declarou culpada de ser cúmplice. Em 5 de abril de 1999, Henderson evitou ir a julgamento quando se declarou culpado das acusações de assassinato e sequestro. Para evitar a pena de morte, ele concordou em testemunhar contra McKinney e foi condenado pelo juiz distrital Jeffrey A. Donnell a duas penas consecutivas de prisão perpétua. Na sentença de Henderson, seu advogado argumentou que Shepard não havia sido alvo porque era gay.
O julgamento de McKinney ocorreu em outubro e novembro de 1999. O promotor Cal Rerucha alegou que McKinney e Henderson fingiram ser homossexuais para ganhar a confiança de Shepard. Price, namorada de McKinney, testemunhou que Henderson e McKinney "fingiram que eram gays para colocar [Shepard] no caminhão e roubá-lo". O advogado de McKinney tentou apresentar uma defesa contra o pânico gay, argumentando que seu cliente havia sido levado à insanidade temporária por conta dos supostos avanços sexuais de Shepard. Esta defesa foi rejeitada pelo juiz. O advogado de McKinney afirmou que os dois homens queriam roubar Shepard, mas nunca tiveram a intenção de assassiná-lo. Rerucha argumentou que o homicídio foi premeditado, motivado por "ganância e violência" e não por conta da orientação sexual de Shepard. O júri considerou McKinney inocente de homicídio premeditado, mas culpado de homicídio doloso e começou a deliberar sobre a pena de morte. Os pais de Shepard negociaram um acordo que resultou na condenação de McKinney a duas penas consecutivas de prisão perpétua sem possibilidade de liberdade condicional. Henderson e McKinney foram encarcerados na Penitenciária Estadual de Wyoming, em Rawlins, e posteriormente transferidos para outras prisões devido à superlotação. Após seu depoimento no julgamento de McKinney, Price se declarou culpada de uma acusação reduzida de interferência contravencional com um policial.

## Relatos subsequentes

### 20/20
O assassinato continuou a atrair a atenção do público e a cobertura da imprensa muito depois da conclusão do julgamento. Em 2004, o programa de notícias 20/20 da ABC News exibiu uma reportagem que citava declarações de McKinney, Henderson, Price, Rerucha e um investigador que alegavam que o assassinato não foi motivado pela sexualidade de Shepard, mas foi principalmente um roubo relacionado a drogas que se tornou violento. Price disse que mentiu para a polícia sobre McKinney ter sido provocado por um avanço sexual indesejado de Shepard, dizendo à jornalista Elizabeth Vargas: "Não acho que tenha sido um crime de ódio". Rerucha disse: "Foi um assassinato que mais uma vez foi motivado por drogas."

### The Book of Matt
Stephen Jimenez, o produtor do segmento 20/20 de 2004, escreveu um livro, The Book of Matt: Hidden Truths About the Murder of Matthew Shepard, que foi publicado em setembro de 2013. O livro dizia que Shepard e McKinney – o assassino que infligiu os ferimentos – eram parceiros sexuais ocasionais e que Shepard era traficante de metanfetaminas. Jimenez escreveu que Fritzen disse a um entrevistador "A preferência ou orientação sexual de Matthew Shepard certamente não foi o motivo do homicídio...".
Muitas organizações de defesa dos direitos gays criticaram as opiniões de Jimenez sobre o assassinato, classificando-as como sensacionalistas e enganosas. Alguns, no entanto, se manifestaram para defendê-la. Policiais envolvidos na investigação também criticaram as conclusões de Jimenez, enquanto outros policiais disseram que havia evidências de que as drogas foram um fator importante que levou ao assassinato.

## Protestos anti-gay
Membros da Igreja Batista de Westboro, liderados por Fred Phelps, receberam atenção nacional por fazerem piquetes no funeral de Shepard com cartazes com frases homofóbicas, como "Matt no Inferno" e "Deus Odeia Bichas".
Os membros da igreja também organizaram protestos anti-gay durante os julgamentos de Henderson e McKinney. Em resposta, Romaine Patterson, uma das amigas de Shepard, organizou um grupo que se reuniu em círculo em torno dos manifestantes da Igreja Batista de Westboro. O grupo usava vestes brancas e asas gigantescas (parecidas com anjos) que bloqueavam os manifestantes. Apesar disso, os pais de Shepard ouviram os manifestantes gritando frases homofóbicas. A polícia interveio e criou uma barreira humana entre os dois grupos.

## Legado
Nos anos que se seguiram à morte de seu filho, Judy Shepard trabalhou como defensora dos direitos LGBT, especialmente questões relacionadas aos jovens gays. Ela foi a principal ativista por trás da Fundação Matthew Shepard, que ela e seu marido, Dennis, fundaram em dezembro de 1998.
O ativista dos direitos dos homossexuais, John Stoltenberg, disse que retratar Shepard como uma vítima de violência contra os gays é apresentar um relato incompleto de sua vitimização: "Manter Matthew como o garoto-propaganda do crime de ódio aos gays e ignorar toda a tragédia de sua história tem sido o agenda de muitos líderes do movimento gay. Ignorar as tragédias da vida de Matthew antes de seu assassinato não ajudará em nada outros jovens em nossa comunidade que são vendidos para sexo, devastados por drogas e geralmente explorados."
Em junho de 2019, Shepard foi um dos primeiros 50 "pioneiros e heróis" estadunidenses introduzidos no Muro de Honra Nacional LGBTQ dentro do Monumento Nacional de Stonewall Inn em Nova York.

### Legislação sobre crimes de ódio

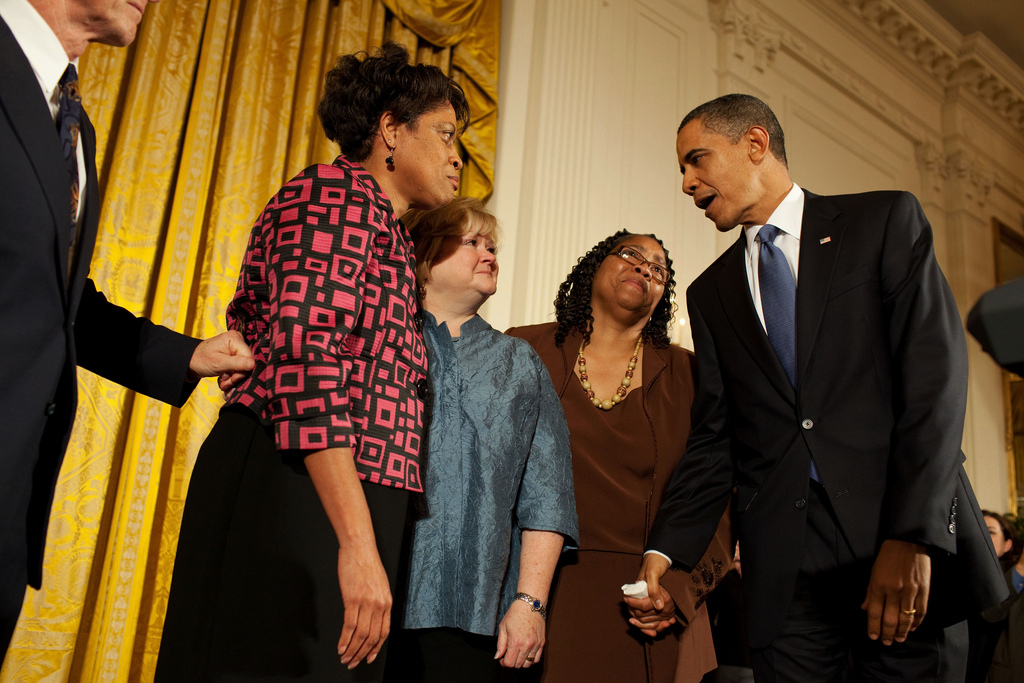
O presidente Barack Obama cumprimenta Louvon Harris, à esquerda, Betty Byrd Boatner, à direita, ambas irmãs de James Byrd Jr. e Judy Shepard em uma recepção de 2009 em comemoração à promulgação da legislação

Os pedidos de novas leis para abordar os crimes de ódio ganharam impulso durante a cobertura do incidente. De acordo com a atual lei federal dos Estados Unidos e a lei estadual do Wyoming, os crimes cometidos com base na orientação sexual da vítima não poderiam ser processados como crimes de ódio.
Poucas horas depois de Shepard ter sido descoberto, seus amigos Walt Boulden e Alex Trout começaram a entrar em contato com organizações de mídia, alegando que Shepard havia sido agredido por ser gay. De acordo com o promotor Cal Rerucha, “Eles estavam ligando para o gabinete do procurador do condado, estavam ligando para a mídia e indicando que Matthew Shepard é gay e não queremos que o fato de ele ser gay passe despercebido”. Tina Labrie, uma amiga próxima de Shepard, disse "[Boulden e Trout] queriam fazer de [Matt] um garoto-propaganda ou algo assim para sua causa". Boulden relacionou o ataque à ausência de um estatuto criminal do Wyoming que preveja acusações de crimes de ódio.
Na sessão seguinte da Legislatura do Wyoming, foi apresentado um projeto de lei que definia certos ataques motivados pela orientação sexual da vítima como crimes de ódio, mas a proposta foi rejeitada após um empate de 30–30 na Câmara dos Representantes do Wyoming.
O presidente Bill Clinton renovou as tentativas de alargar a legislação federal sobre crimes de ódio de modo a incluir homossexuais, mulheres e pessoas com deficiência. Uma Lei de Prevenção de Crimes de Ódio foi introduzida no Senado e na Câmara dos Representantes dos Estados Unidos em novembro de 1997 e reintroduzida em março de 1999, mas foi aprovada apenas pelo Senado em julho daquele ano. Em setembro de 2000, ambas as casas do Congresso aprovaram tal legislação; no entanto, ela foi derubada no comitê da conferência.
Em 20 de março de 2007, a  Lei de Prevenção de Crimes de Ódio de Matthew Shepard e James Byrd Jr. foi introduzida como legislação federal bipartidária no Congresso dos Estados Unidos, patrocinada pelo democrata John Conyers ao lado de 171 co-patrocinadores. A legislação alterou a definição federal existente de crimes de ódio e expandiu para abranger gênero, orientação sexual, identidade de gênero ou deficiência, e exigiu a denúncia pelo FBI dos crimes incluídos na expansão. Os pais de Shepard compareceram à cerimônia de apresentação. O projeto foi aprovado na Câmara dos Representantes em 3 de maio de 2007. Legislação semelhante foi aprovada no Senado em 27 de setembro de 2007, no entanto, o então presidente George W. Bush indicou que vetaria a lei caso ela chegasse à sua mesa. A liderança Democrata abandonou a legislação em resposta à oposição de grupos conservadores e de Bush. Em 10 de dezembro de 2007, os poderes do Congresso anexaram a legislação bipartidária sobre crimes de ódio a um projeto de lei de autorização do Departamento de Defesa, embora ele não tenha sido aprovado. Nancy Pelosi, presidente da Câmara, disse que "ainda está comprometida com a aprovação da Lei Matthew Shepard". Pelosi planejou aprovar o projeto no início de 2008, embora não tenha conseguido. Após sua eleição como presidente, Barack Obama afirmou que estava empenhado em aprovar a lei.
A Câmara dos Representantes debateu a expansão da legislação sobre crimes de ódio em 29 de abril de 2009. Durante o debate, a deputada Virginia Foxx, da Carolina do Norte, chamou de "farsa" o rótulo de "crime de ódio" dado ao assassinato de Shepard. Mais tarde, Foxx chamou seus comentários de "uma má escolha de palavras". A Câmara aprovou a lei, designada H.R. 1913, por uma votação de 249 a 175. Ted Kennedy, Patrick Leahy e uma coalizão bipartidária apresentaram o projeto de lei no Senado em 28 de abril. A Lei Matthew Shepard foi adotada como uma emenda ao S.1390 por uma votação de 63–28 em 15 de julho de 2009. Em 22 de outubro de 2009, o Senado aprovou a lei por 68 votos a 29. O presidente Obama sancionou a medida em lei em 28 de outubro de 2009.

### Enterro na Catedral Nacional de Washington
Em 26 de outubro de 2018, pouco mais de 20 anos após sua morte, as cinzas de Shepard foram enterradas na cripta da Catedral Nacional de Washington. A cerimônia foi presidida pelo primeiro bispo episcopal Gene Robinson, que é abertamente gay, e pela bispa de Washington, a reverenda Mariann Edgar Budde. Foi o primeiro enterro das cinzas de uma figura nacional na catedral desde Helen Keller, 50 anos antes.